# Проклятие Бамбино

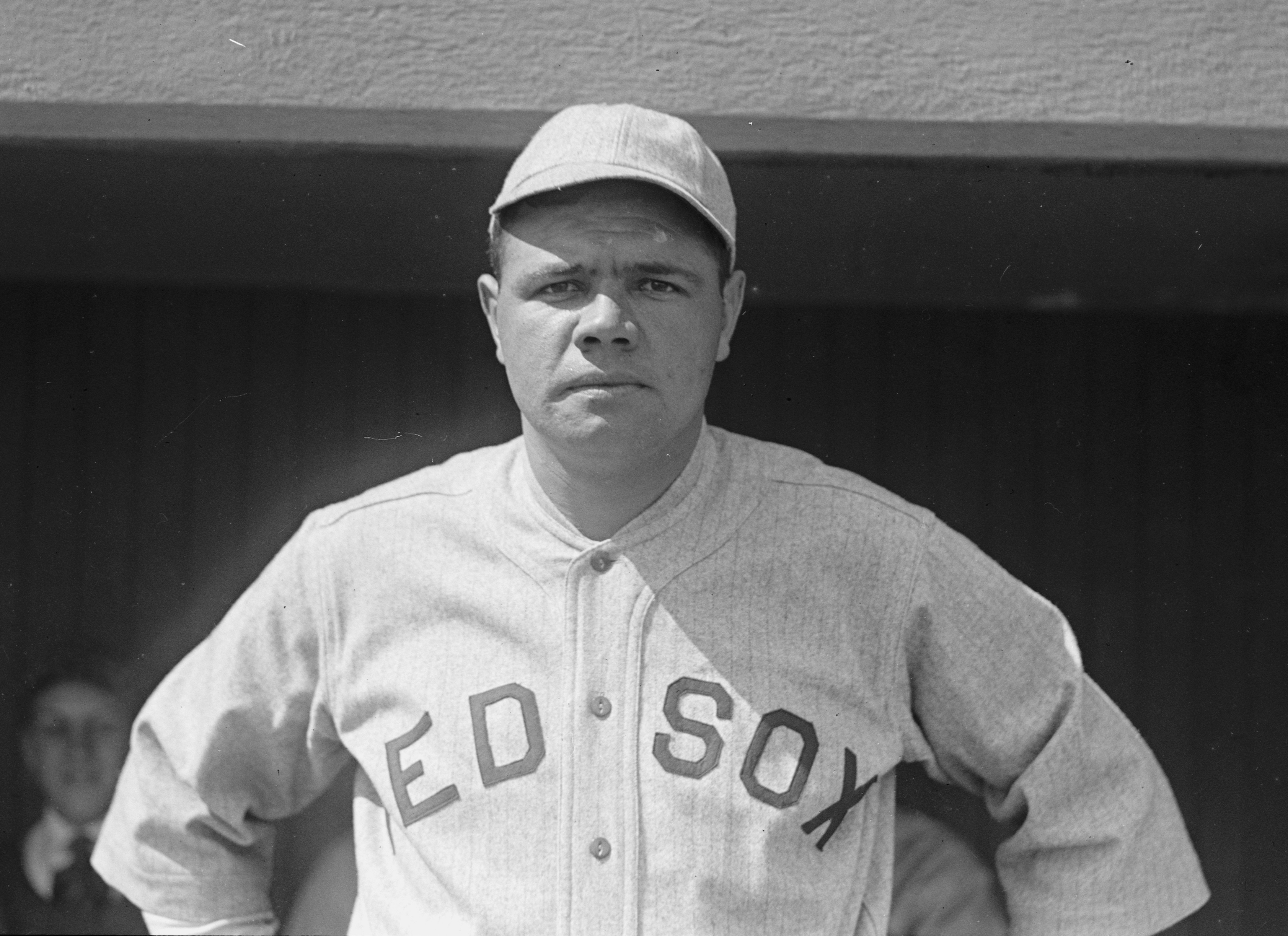
Бейб Рут в форме «Ред Сокс»

Проклятие Бамбино (англ. Curse of the Bambino) — одно из самых известных бейсбольных суеверий, объясняющее неудачи «Бостон Ред Сокс» на протяжении десятилетий. В конце 1919 года «Бостон», выигравший 3 из 5 последних Мировых серий, продал в «Нью-Йорк Янкис» одного из лучших бейсболистов всех времён Бейба Рута (Бамбино). В течение следующих 84 лет никогда не выходившие до этого в финал ньюйоркцы становились чемпионами 26 раз, первые 4 из них — с Рутом. «Ред Сокс» же за это время ни разу не сумели завоевать титул, четырежды уступив в Мировой серии с минимальным разрывом в серии 3:4 и потерпев ряд других досадных поражений. Серия неудач привела к появлению поверья, что их причина кроется в проклятии, вызванном продажей Рута. Постоянные поражения «Бостона» в решающих матчах стали объектом многочисленных шуток, а болельщики команды считались добровольными страдальцами. Считается, что проклятие было снято в 2004 году, когда «Ред Сокс» одержали беспрецедентную волевую победу над «Янкис» в Чемпионской серии Американской лиги, а затем разгромили в Мировой серии «Сент-Луис Кардиналс».

## Зарождение проклятия

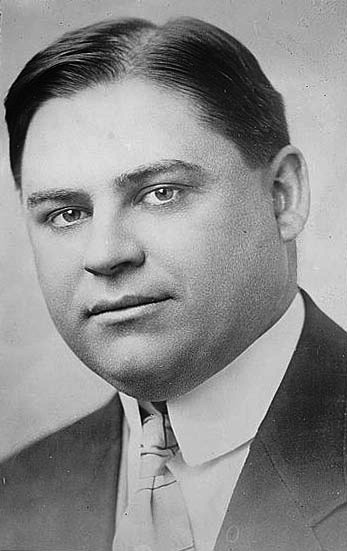
Продавший Рута Гарри Фрейзи

Современная эпоха Мировой серии ведёт отсчёт с 1903 года, а в 1918 году «Бостон Ред Сокс» установили рекорд, выиграв свой шестой титул. В 1914 году в команде дебютировал 19-летний питчер Бейб «Бамбино» Рут. Он выиграл с «Бостоном» 3 чемпионских титула и зарекомендовал себя как отличный бейсболист. Однако у Рута были проблемы с дисциплиной на и вне поля, и после неудачного для клуба сезона 1919 года наступил кризисный момент. Бейб потребовал увеличить его зарплату в два раза, до 20 тысяч долларов, и владелец команды, театральный режиссёр Гарри Фрейзи, решил обменять его. Президент Американской лиги Бейн Джонсон недолюбливал Фрейзи, и блокировал контакты последнего со всеми клубами кроме вице-чемпиона «Чикаго Уайт Сокс» и второсортной команды «Нью-Йорк Янкис». Конкурент бостонцев «Чикаго» предложил 60 тысяч долларов, «Янкис» — 100 тысяч. Фрейзи приступил к переговорам с ньюйоркцами, с которыми в итоге договорился о 125 тысячах долларов единовременного платежа, трёх векселях на 25 тысяч и получении 300-тысячного кредита. Намного позже появилась легенда, что Фрейзи продал Бамбино для финансирования своего успешного мюзикла No, No, Nanette. Эта история является вымыслом, данный мюзикл появился лишь в 1925 году. Однако вырученные с продажи Рута деньги действительно пошли на постановку Фрейза — малозаметную пьесу My Lady Friends, дебютировавшую на Бродвее в декабре 1919 года.
В следующих 84 сезонах «Янкис», вскоре ставшие злейшими врагами «Ред Сокс», добирались до Мировой серии 39 раз и одержали там 26 побед. Четыре первые победы ньюйоркцы одержали вместе с Бейбом Рутом, который переквалифицировался в аутфилдера, а после завершения карьеры многократно признавался лучшим бейсболистом в истории. В это же время «Бостон» лишь 4 раза играл в Мировой серии и каждый раз проигрывал в седьмом матче. Ещё дважды он делил первое место в лиге с другой командой, после чего проигрывал ей дополнительный матч. «Ред Сокс» нередко терпели поражения в решающих матчах, когда вели в счёте. Нефартовость команды практически признавалась фактом, а в 1990 году она получила название. В том году спортивный журналист The Boston Globe Дэн Шонесси издал книгу The Curse of the Bambino. Она получила признание и даже вошла в обязательную программу некоторых школ Новой Англии. В том же году термин «Проклятие Бамбино» стал использоваться бостонскими газетами и «Нью-Йорк Таймс».

## Памятные неудачи
- В 1946 году «Бостон» впервые с 1918 года добрался до финала Мировой серии, где ему противостояли «Сент-Луис Кардиналс». После бостонских матчей «Ред Сокс» вели в серии 3:2, хотя их лидер Тед Уильямс играл с травмой. «Кардиналы» победили в шестом матче и выигрывали перед восьмым иннингом заключительного поединка 3:1. Гости атаковали первыми, и удар Дома Димаджо позволил им сравнять счёт. Когда отбивать вышел игрок хозяев Гарри Уокер, его партнёр Энос Слотер стоял на первой базе. Уокер отбил коротко в левую часть центра, а его товарищ по команде совершил так называемый Сумасшедший рывок Слотера (Slaughter’s Mad Dash) к дому. Получивший мяч игрок третьей базы Джонни Пески впал в ступор и позволил Слотеру совершить пробежку, принёсшую «Кардиналам» победу.
- В 1948 году «Бостон» поделил первое место в Американской лиге с «Кливленд Индианс», и дома сыграл против них первый в истории Лиги «золотой матч». Итогом стало поражение 3:8.
- В 1949 году «Бостону» для выхода в Мировую серию необходило было победить хотя бы в одном из двух последних матчей регулярного сезона против «Янкис». Ньюйоркцы выиграли оба матча, а затем одержали первую из пяти подряд побед в Мировой серии.
- После провального сезона 1966, «Бостон» вырвал победу в Американской лиге 1967 в последнем матче. В Мировой серии повторился итог 1946 года: поражение от «Кардиналов» 3:4.
- В 1972 году «Бостон» потерпел столько же поражений, что и победители Американской лиги «Детройт Тайгерс», но выиграл на один матч меньше: одна из игр «Ред Сокс» была отменена из-за дождя, и было решено её не проводить. В предпоследнем матче сезона против «Тигров» бостонцы должны были выходить вперёд, но совершавший пробежку Луис Апарисио споткнулся и упал; «Детройт» выиграл 4:1.
- В 1975 году «Бостон» встретился в Мировой серии с «Цинциннати Редс». Проигрывая 2:3 после гостевых матчей, «Ред Сокс» победили в 12-м иннинге 6-й встречи. В середине заключительного матча бостонцы вели 3:0, но гости вырвали победу в 9-м иннинге.
- В 1978 году «Бостон» был впереди «Янкис» на 14 побед, но те сначала догнали их, выиграв 4 очные встречи на поле Бостона, а затем ушли в отрыв. «Ред Сокс» сумели догнать противников, после чего сыграли второй «золотой матч» в истории Американской лиги. Бостонцы выигрывали дома 2:0, когда в 7-м иннинге нью-йоркец Баки Дент отбил мяч в верхнее ребро «Зелёного монстра», от которого тот отлетел за пределы площадки. Гости вышли вперёд и удержали победу.
- В 1986 году «Бостон» выигрывал у «Нью-Йорк Метс» 3:2 в серии и 5:3 в 10-м иннинге шестого матча Мировой серии. Однако нерасторопность Билла Бакнера на первой базе принесла ньюйоркцам 3 очка и победу. Эта неудача стала одной из самых известных в истории американского спорта [6]. В седьмом матче «Ред Сокс» выигрывали 3:0, но снова не удержали преимущество.
- В 1988 и 1990 годах «Бостон» уступал в Чемпионской серии Американской лиги «Окленд Атлетикс» 0:4. В 1995 году плей-офф удлинился на одну стадию, Дивизионную серию, где «Ред Сокс» проиграли «Кливленду» 0:3. 13-матчевая серия поражений в плей-офф завершилась в 1998 году, когда в Дивизионной серии «Бостон» выиграл у «Индейцев» первый матч; остальные встречи остались за «Кливлендом». В сезоне 1999 «Ред Сокс» всё же покорили первую стадию, но уступили «Янкис» 1:4 в следующей.
- В 2003 году «Бостон» выигрывал у принципальных соперников из Нью-Йорка 5:2 в восьмом иннинге седьмого матча Чемпионской серии. «Янкис» сравняли счёт и вырвали победу в 11-м иннинге.

## Снятие проклятия
Фанаты «Ред Сокс» пытались снять проклятие множеством способов, от водружения командной бейсболки на Эверест до поиска пианино в пруду принадлежавшей Бейбу Руту фермы в Садбери, Массачусетс (по легенде, Рут утопил его, разозлённый новостью о сделке с Янкис). 31 августа 2004 года некоторые болельщики решили, что проклятие снято. В этот день аутфилдер «Бостона» Мэнни Рамирес во время домашнего матча срезал битой мяч на трибуну, и тот выбил два зуба 16-летнему фанату Ли Гэвину. Гэвин был примечателен тем, что его любимым игроком был Рамирес, а жил он на ферме Рута в Садбери. В тот же день «Янкис» потерпели самое крупное поражение в своей истории, 0:22 дома против «Кливленда». Возможность проверить действие проклятия появилась той же осенью, так как «Бостон» вышел в плей-офф. Преодолев первую стадию, он получил в соперники по Чемпионской серии «Янкис». Первые два матча в Нью-Йорке выиграли хозяева; после переезда в Бостон «Янкис» разгромили соперников 19:8. Никогда в истории плей-офф МЛБ командам не удавалось выиграть, уступая в серии 0:3. Перед 9-м иннингом четвёртого матча гости выигрывали, но «Ред Сокс» вырвали победу в 12-м иннинге. В 8-м иннинге следующего матча «Бостон» отыграл 3 очка, а решающее набрал в 14-м иннинге. Два оставшихся гостевых матча «Ред Сокс» уверенно выиграли, после чего вышли в Мировую серию. Там их ждали исторически неудобные «Сент-Луис Кардиналс», но «Бостон» обыграл их всухую. Эта победа вынудила сценаристов снимавшегося в это же время художественного фильма о фанате «Ред Сокс» «Бейсбольная лихорадка» менять концовку.